# Philosepedon decora
Philosepedon decora är en tvåvingeart som först beskrevs av Enrico Adelelmo Brunetti 1911.  Philosepedon decora ingår i släktet Philosepedon och familjen fjärilsmyggor. Inga underarter finns listade i Catalogue of Life.